# Txerniàievo (Amur)
|  | Per a altres significats, vegeu «Txerniàievo». |

Txerniàievo (en rus: Черняево) és un poble de l'óblast de l'Amur, a Rússia, que el 2018 tenia 860 habitants, pertany al districte de Magdagatxi.